# 조시아 투과니
조시아 투과니(Josia Thugwane, 1971년 4월 15일 ~ ) 남아프리카 공화국의 육상 선수이며, 1996년 애틀랜타 올림픽 마라톤 금메달리스트이다. 남은데벨레 부족에 속하는 그는 남아프리카 공화국 사상 첫 금메달을 획득하였다.
베탈에서 태어나 1991년 첫 마라톤을 뛰었는 데, 4년 후 호놀룰루 마라톤을 우승할 때 국제 육상 장면을 돌파시켰다.
애틀랜타 올림픽이 열리기 5달 전에 투과니는 총에 맞았는 데, 총탄이 그의 턱을 스쳐가 긴 상처를 남겼다. 그를 고용한 탄광이 그의 의료비 등을 냈다고 한다.
애틀랜타 올림픽 마라톤에서 35km 마크에서 이봉주와 케냐의 에릭 와이나이나와 함께 분리를 일으키고 셋은 경기장에 들어갈 때까지 함께 달렸다. 투과니가 선두로 달리기 시작하면서 이봉주를 3초 차이로 꺾었다.
이듬해 후쿠오카 마라톤에서 달리는 도중 기권하고나서 그의 경력이 끝나가기 시작하였다. 3개의 성공적 마라톤을 완료하는 데 실패하고, 2000년 시드니 올림픽에서는 20위로 들어왔다.
2002년 나가노 올림픽 기념 마라톤을 우승하였다.

## 같이 보기
- 올림픽 육상 남자 메달리스트 목록
- 올림픽 마라톤